# 阿梅代·富尼耶
阿梅代·富尼耶（法語：Amédée Fournier，1912年2月7日—1992年3月30日），法国男子自行车运动员。他曾代表法国参加1932年夏季奥林匹克运动会自行车比赛，获得男子团体追逐赛银牌。